# Nati nel 1481
| Questa pagina contiene informazioni ricavate automaticamente dalle voci biografiche con l'ausilio del template Bio e di un bot. L'aggiornamento è periodico e automatico e ricostruisce completamente la pagina. Se manca una persona in questa lista, sei pregato di non aggiungerla, ma accertati piuttosto che la sua voce biografica contenga il template Bio e che i dati anagrafici siano correttamente compilati. Se il template Bio manca, inseriscilo tu stesso o, in alternativa, metti l'avviso {{tmp\|Bio}} che ne segnala la mancanza. Se i dati riportati sono sbagliati, correggi direttamente la voce biografica; le modifiche saranno visibili in questa lista entro pochi giorni. Per chiarimenti vedi il progetto biografie. La lista contiene solo le 29 persone che sono citate nell'enciclopedia e per le quali è stato implementato correttamente il template Bio. Pagina aggiornata al 10 feb 2025. |

- 15 gennaio - Ashikaga Yoshizumi, militare giapponese († 1511)
- 2 marzo - Franz von Sickingen, militare tedesco († 1523)
- 7 marzo - Baldassarre Peruzzi, architetto, pittore e scenografo italiano († 1536)
- 12 aprile - Hieronymus Schurff, giurista svizzero († 1554)
- 3 maggio - Juana Vázquez y Gutiérrez, badessa e mistica spagnola († 1534)
- 14 maggio - Roberto del Palatinato, vescovo cattolico e generale tedesco († 1503)
- 30 giugno - Pietro Paolo Boscoli, politico italiano († 1513)
- 2 luglio - Cristiano II di Danimarca, re († 1559)
- 21 agosto - Giorgio di Lencastre, principe portoghese († 1550)
- 28 agosto - Sá de Miranda, poeta e drammaturgo portoghese († 1558)
- 13 settembre - Ippolita Sforza, italiana († 1521)
- 27 dicembre - Casimiro di Brandeburgo-Bayreuth († 1527)
- Alfonso d'Aragona, principe († 1500)
- Nicolas Audet, religioso cipriota († 1562)
- Pietro Barilotto, scultore italiano († 1533)
- Girolamo Bencucci, vescovo cattolico e politico italiano († 1533)
- Goffredo Borgia, nobile italiano († 1517)
- Tommaso Campeggi, vescovo cattolico italiano († 1564)
- Paolo Emilio Cesi, cardinale italiano († 1537)
- Mateo Flecha il Vecchio, compositore spagnolo († 1553)
- Richard Grey, III conte di Kent, nobile inglese († 1524)
- Claude de Longwy de Givry, vescovo cattolico e cardinale francese († 1561)
- Giovanni Antonio Requesta, pittore italiano († 1528)
- Wilhelm von Roggendorf, militare austriaco († 1541)
- Bastiano da Sangallo, architetto, scenografo e pittore italiano († 1551)
- Christoph von Scheurl, giurista, politico e umanista tedesco († 1542)
- Giovanni Stewart, generale scozzese († 1536)
- Marcantonio della Torre, anatomista italiano († 1511)
- Giovanni Maria da Varano, politico italiano († 1527)